# نووبایگیلدینو
نووبایگیلدینو (انگلیسی: Novobaygildino) یک شهرک در شهرستان شارانسکی استان باشقیرستان کشور روسیه است.